# Dryopomera petrlubosi
Dryopomera petrlubosi es una especie de coleóptero de la familia Oedemeridae.

## Distribución geográfica
Habita en Tamil Nadu (India).